# Аламо (Њу Мексико)
Аламо (енгл. Alamo) насељено је место без административног статуса у америчкој савезној држави Њу Мексико.

## Демографија
По попису из 2010. године број становника је 1.085, што је 98 (-8,3%) становника мање него 2000. године.
| Група             | 2000.     | 2010.     |
| Белци             | 13 (1,1%) | 25 (2,3%) |
| Афроамериканци    | 1 (0,1%)  | 0 (0,0%)  |
| Азијати           | 1 (0,1%)  | 6 (0,6%)  |
| Хиспаноамериканци | 48 (4,1%) | 33 (3,0%) |
| Укупно            | 1.183     | 1.085     |